# Отворено првенство Прага у тенису 2007.
Трећи тениски ВТА турнир Отворено првенство Прага у тенису 2007. под именом „ЕЦМ Праг опен“ одржан је у Прагу Чешка Република у времену од 7. маја - 13. маја 2007. године. Турнир је IV категорије са наградним фондом од 145.000 долара. Играо се на отвореним теренима Првог тениског клуба у Прагу са земљаном подлогом и учешћем 32 такмичарке из 18 земаља и 16 парова са тенисеркама из 18 земаља.

## Победнице

### Појединачно
Акико Моригами  Јапан — Марион Бартоли  Француска 6-1, 6-3
- Ово је за Акико Моригами била прва ВТА титула у каријери у појединачмој конкуренцији.

### Парови
Петра Цетковска / Андреја Хлавачкова  Чешка — Чумнеј Ђи / Шенгнан Сун  Кина 7-6(7), 6-2,
- За Петру Цетковску и Андреји Хлавачковој ово је била прва ВТА титула у игри парова у каријери.